# Haldina
Haldina é um género botânico pertencente à família Rubiaceae.

## Espécies
- Haldina cordifolia

1. ↑  «Haldina». www.worldfloraonline.org. Consultado em 4 de julho de 2022